# ایست پپرل (ماساچوست)
ایست پپرل (به انگلیسی: East Pepperell) یک منطقهٔ مسکونی در ایالات متحده آمریکا است که در شهرستان میدلسکس، ماساچوست واقع شده‌است. ایست پپرل ۳٫۸ کیلومتر مربع مساحت و ۲٬۰۵۹ نفر جمعیت دارد و ۶۹ متر بالاتر از سطح دریا واقع شده‌است.